# Šardice
Šardice (en allemand : Scharditz) est une commune du district de Hodonín, dans la région de Moravie-du-Sud, en République tchèque. Sa population s'élevait à 2 181 habitants en 2020.

## Géographie
Šardice se trouve à 9 km au sud-ouest de Kyjov, à 15 km au nord-ouest de Hodonín, à 41 km au sud-est de Brno et à 225 km au sud-est de Prague.
La commune est limitée par Nenkovice au nord-est, par Stavěšice au nord-est, par Svatobořice-Mistřín à l'est, par Hovorany au sud et au sud-ouest.

## Histoire
La première mention écrite de la localité date de 1286.